# Цетнер, Бальцер
Бальцер (Бальтазар) Цетнер — польский шляхтич, военный и государственный деятель Польского королевства и Речи Посполитой.

## Биография
Первый представитель рода Цетнер на польской службе. В правление короля Сигизмунда II Августа переселился из Силезии в Польшу. За военные заслуги король Речи Посполитой Сигизмунд III Ваза в 1598 году включил его в состав польской шляхты (королевский привилей о признания за шляхтичем-иностранцем шляхетства), что было подтверждено сеймом 1601 года.
Стал владельцем нескольких небольших столовых имений и Подкамня в Русском воеводстве.
Был женат на Ядвиге Курзанской (родственнице гетмана великого коронного Станислава Жолкевского). В браке имел четырёх сыновей: Яна, Николая, Александра (ум. 1675) и Анджея (ум. 1624)).